# Monte Cimone
Monte Cimone é uma montanha do norte dos Apeninos, no centro-norte da Itália, com 2165 m  de altitude e 1577 m de proeminência topográfica, pelo que é um pico ultraproeminente. É o ponto mais alto da região Emilia-Romagna e dos Apeninos tosco-emilianos.
Limita as comuni de Fiumalbo, Sestola, Fanano e Riolunato na província de Modena. Tem no interior uma estrutura militar, e durante a Guerra Fria o acesso à montanhas era proibido.
Tem uma estância de esqui, com 31 pistas de mais de 50 km de extensão.

## Galeria fotográfica

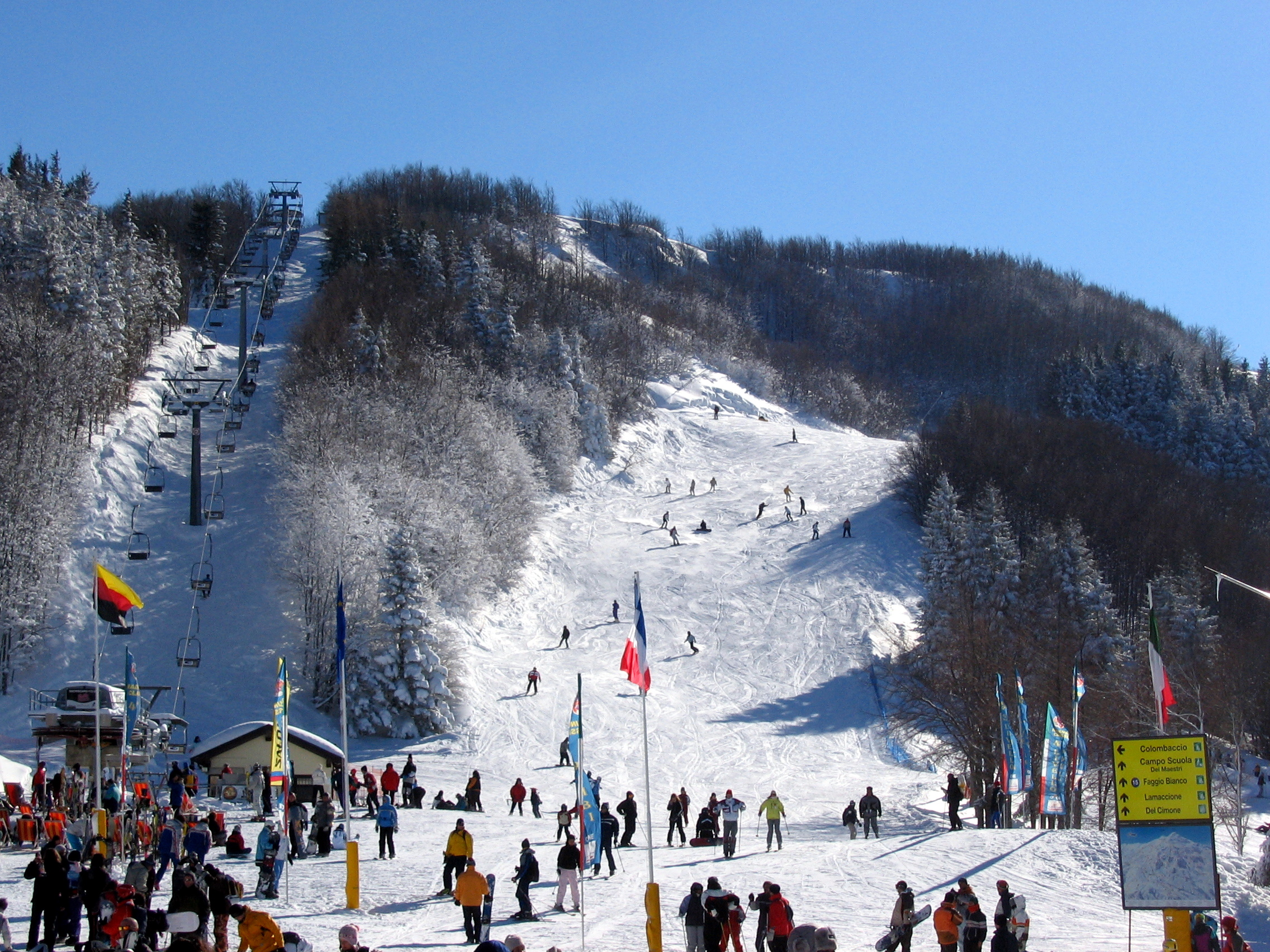
Uma das pistas de esqui do Cimone (final no Passo del lupo)
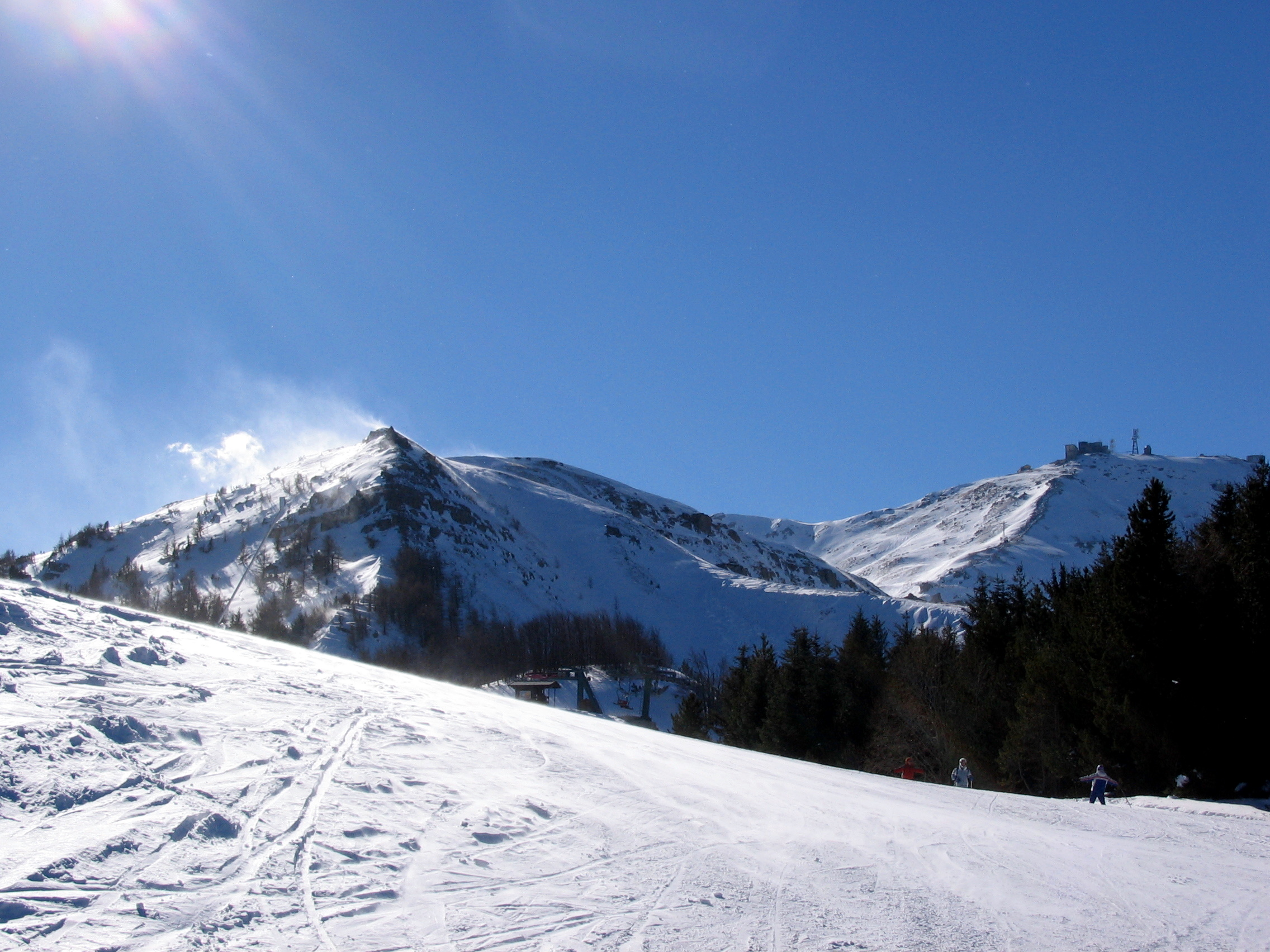
Crinal rochoso chamado Cresta di gallo
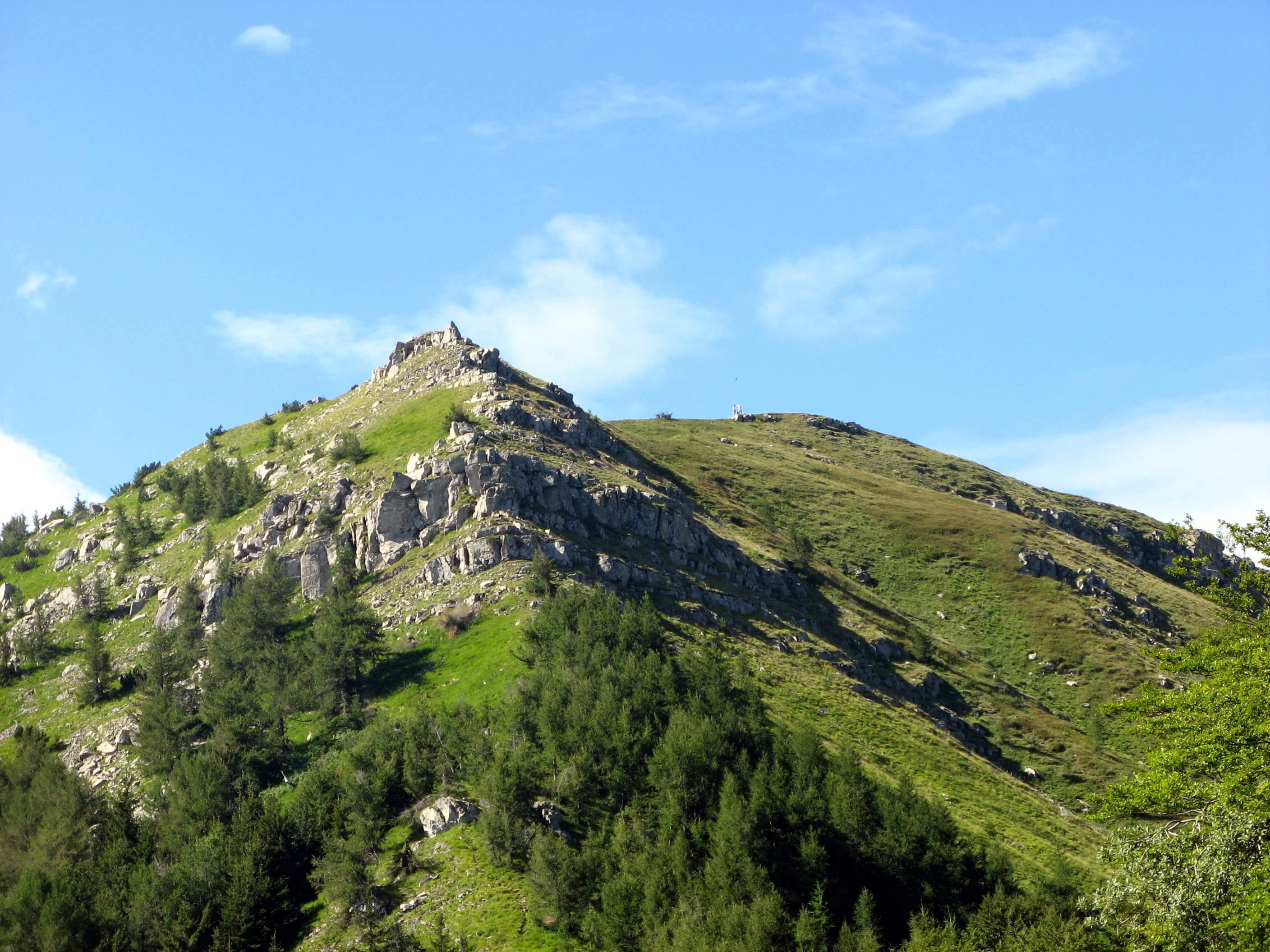
Cresta di gallo, e vista do monte
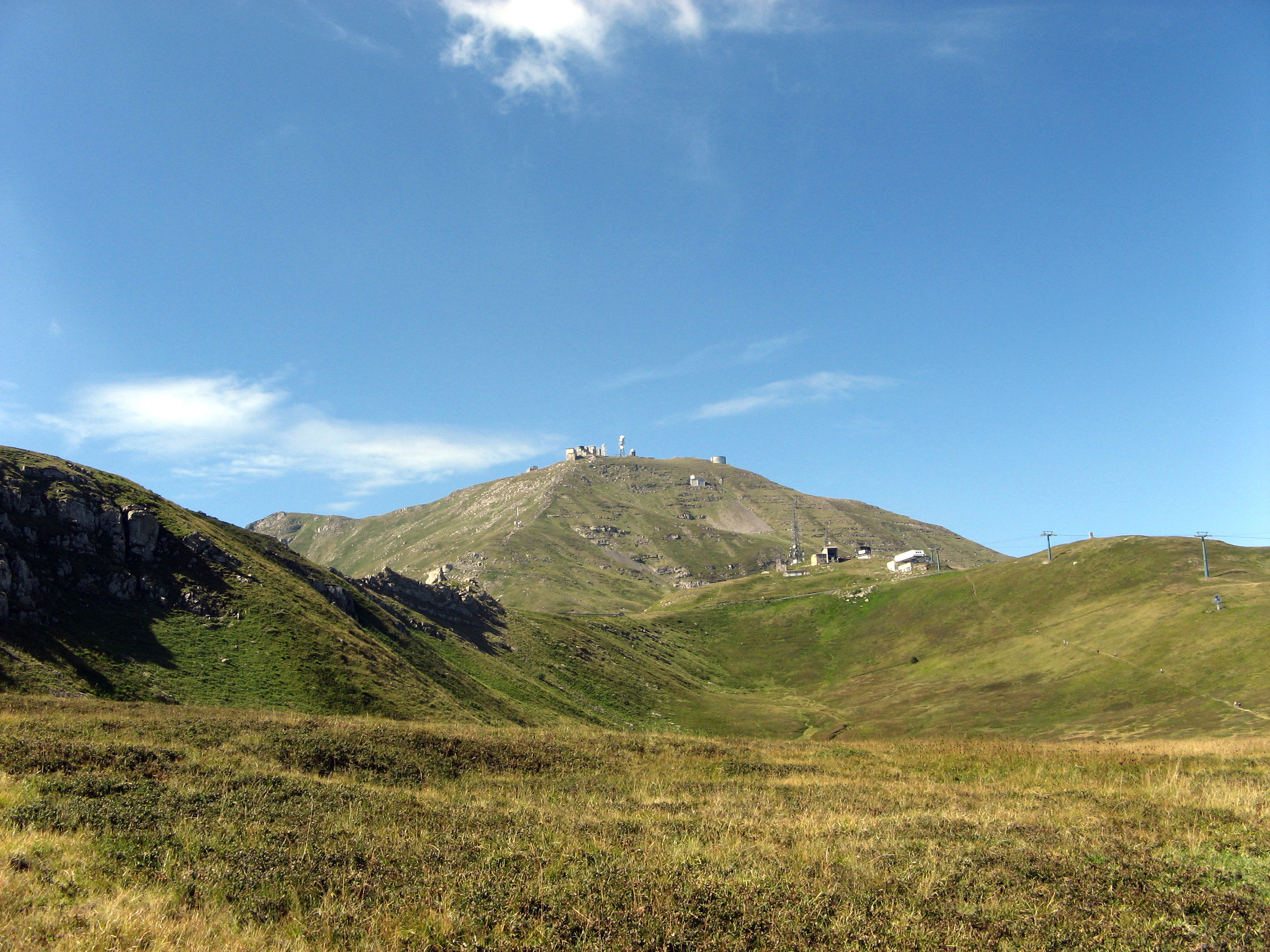
Perto do Pian Cavallaro, zona chamada Buca del Cimone
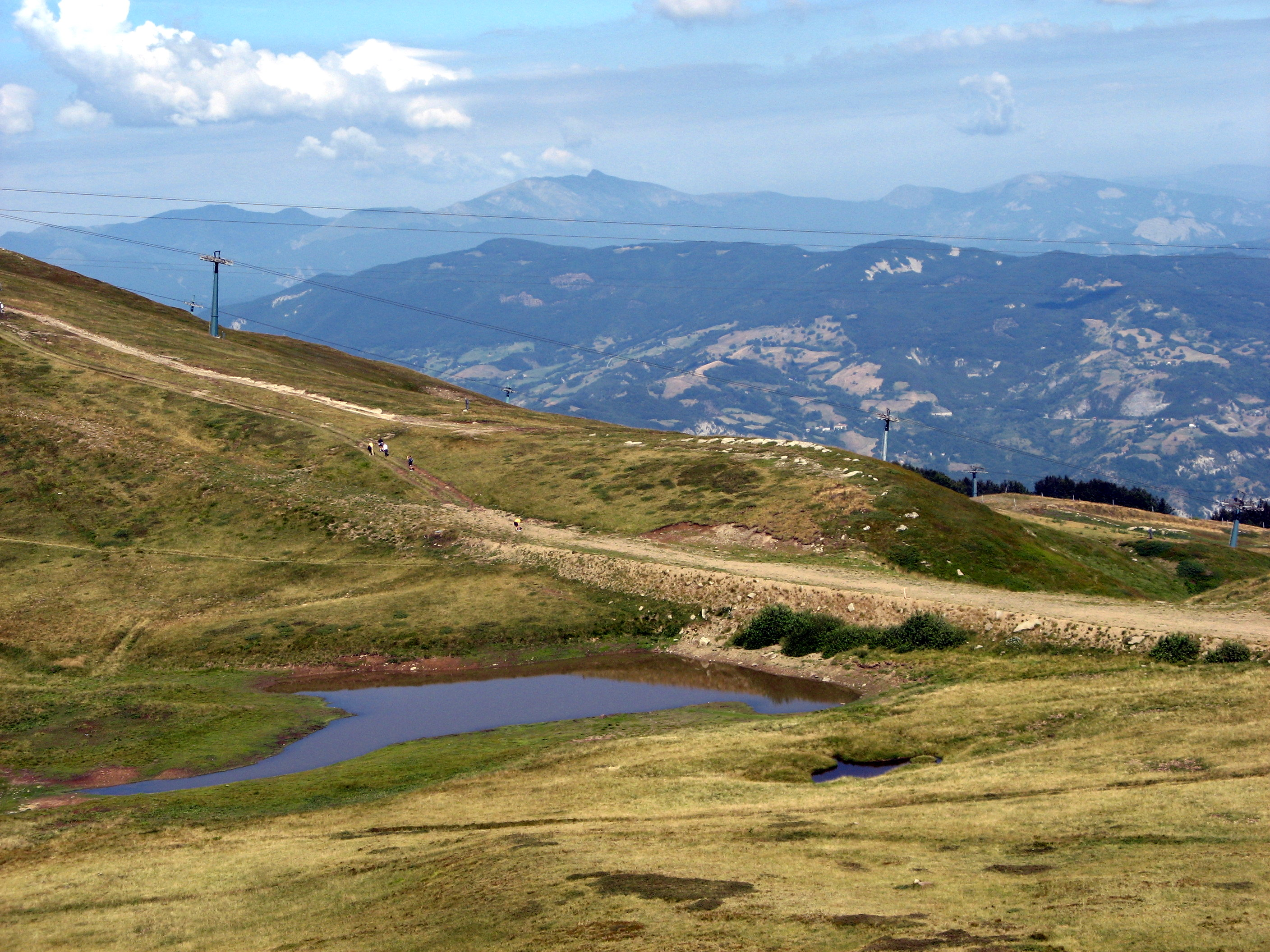
Lago de primavera na Buca del Cimone
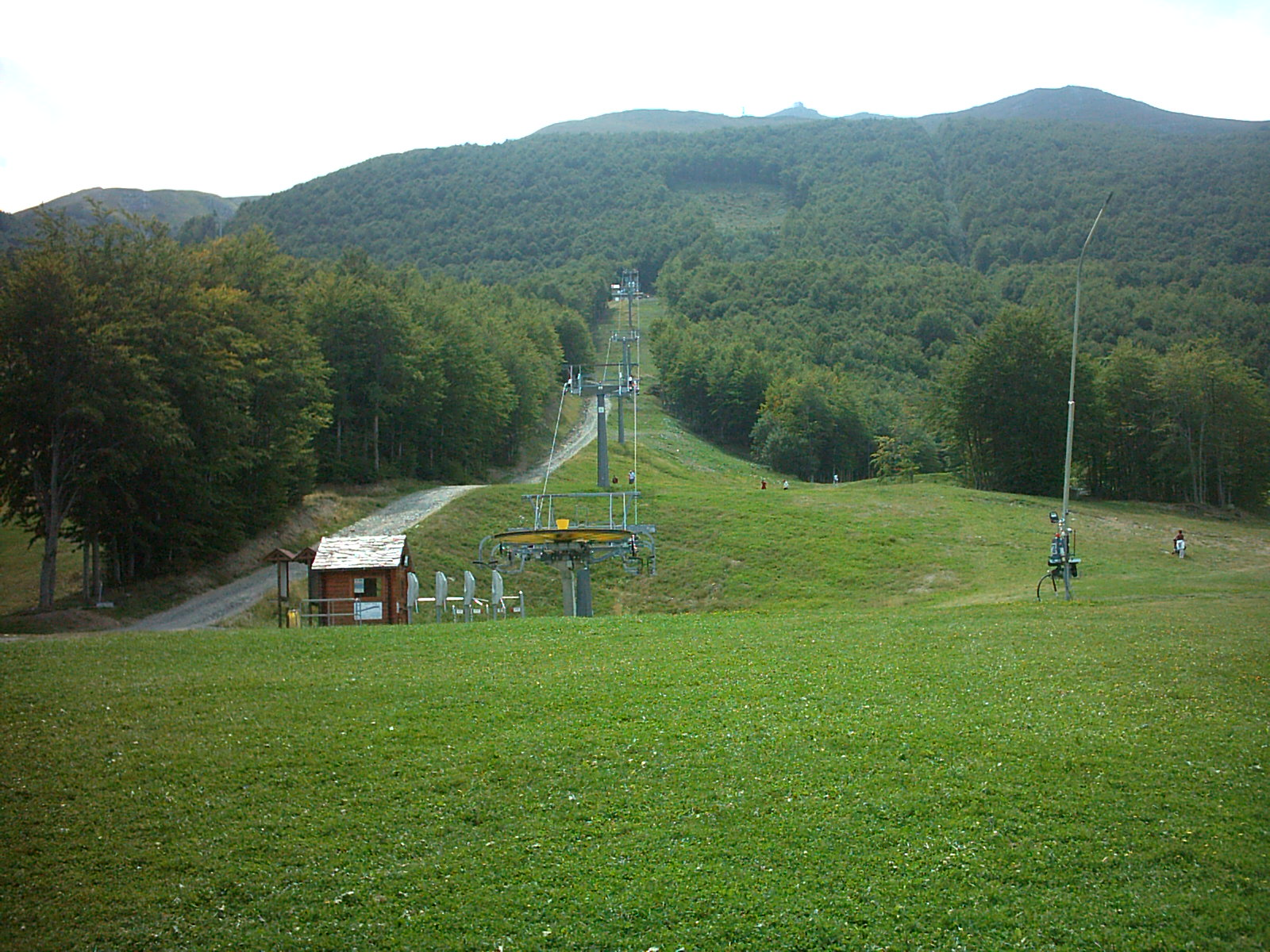
Vista estival de Le Polle, vertente norte
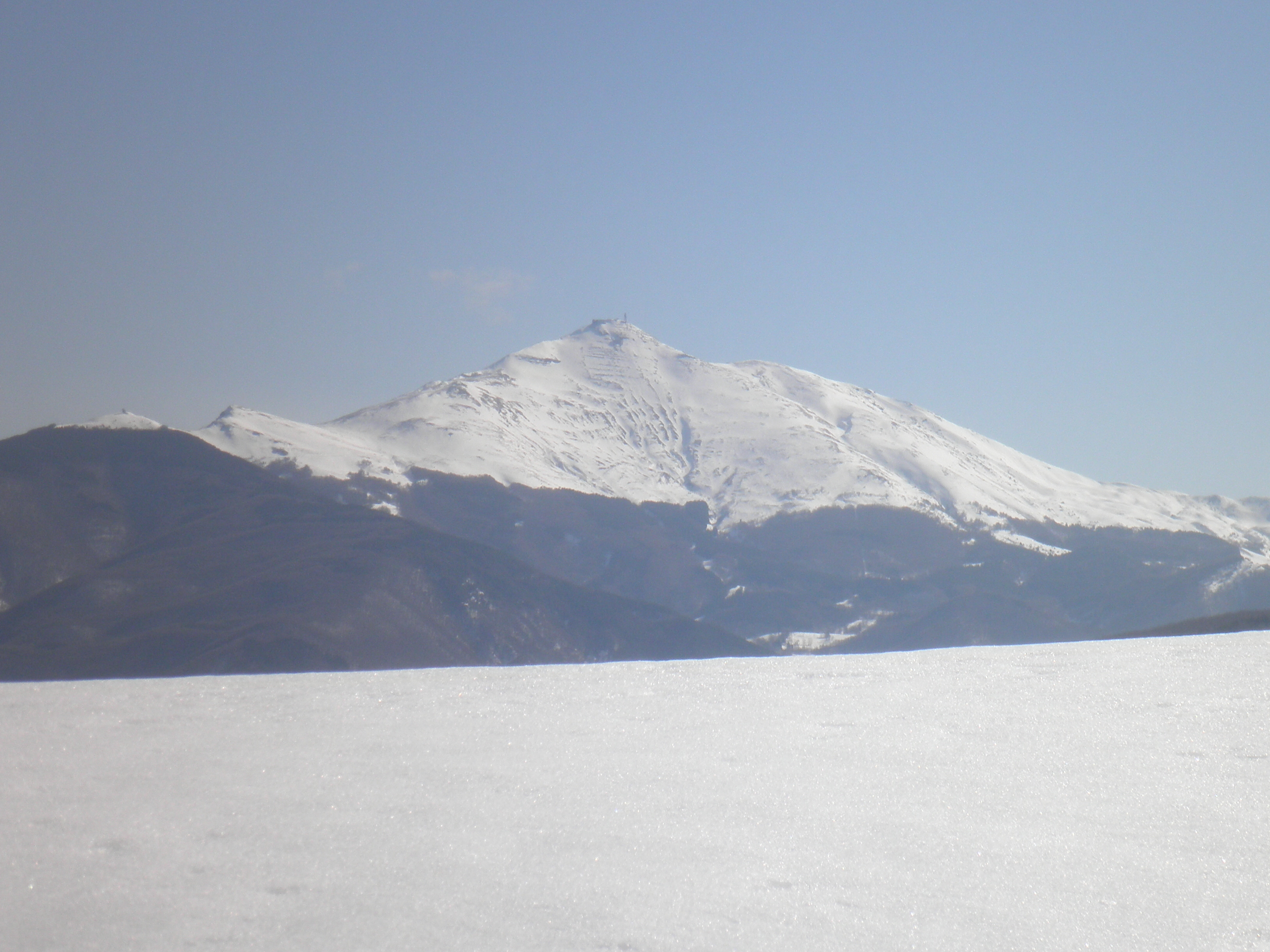
Vista de Sant'Anna Pelago, 20 km a oeste
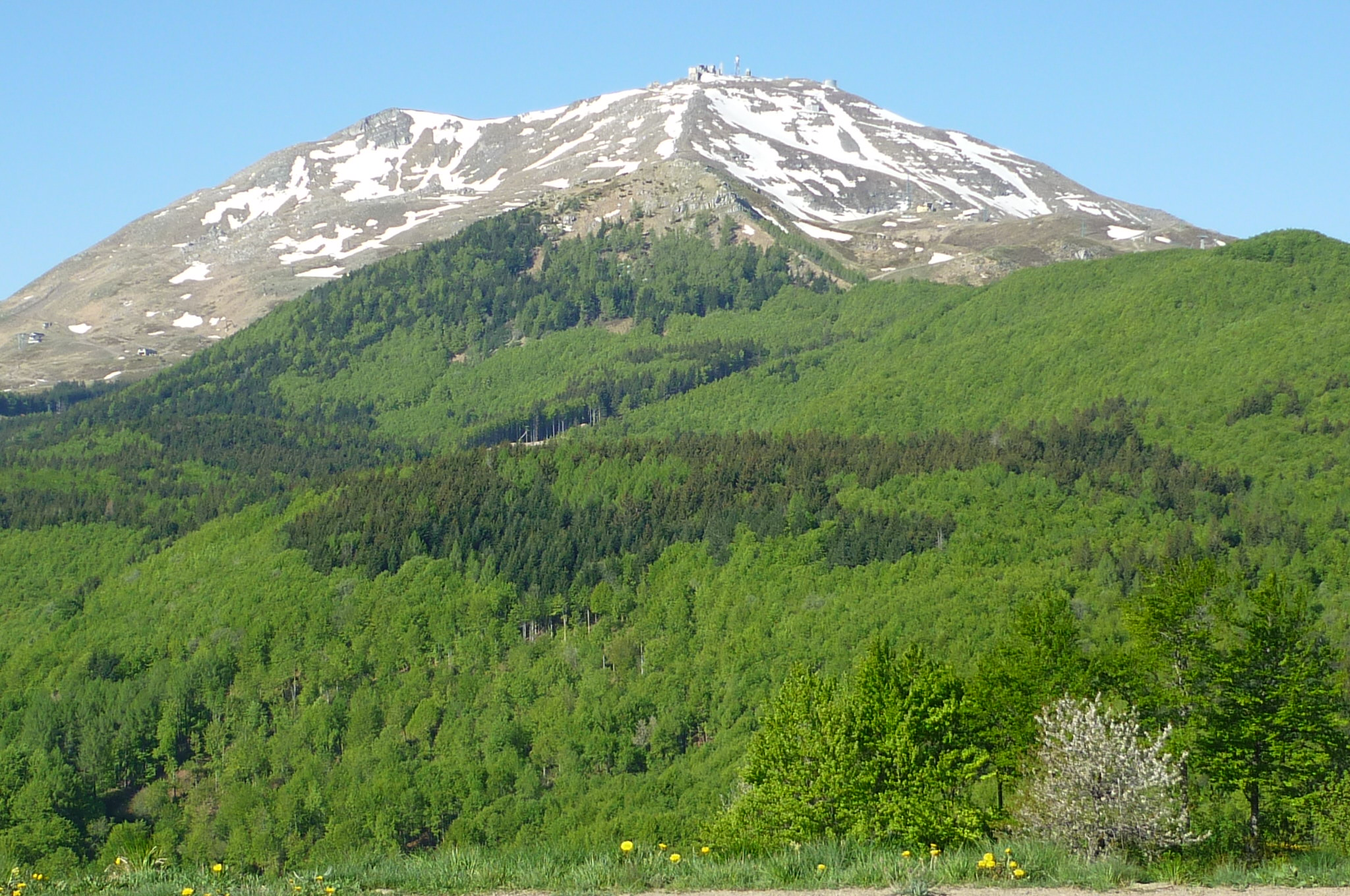
Monte Cimone
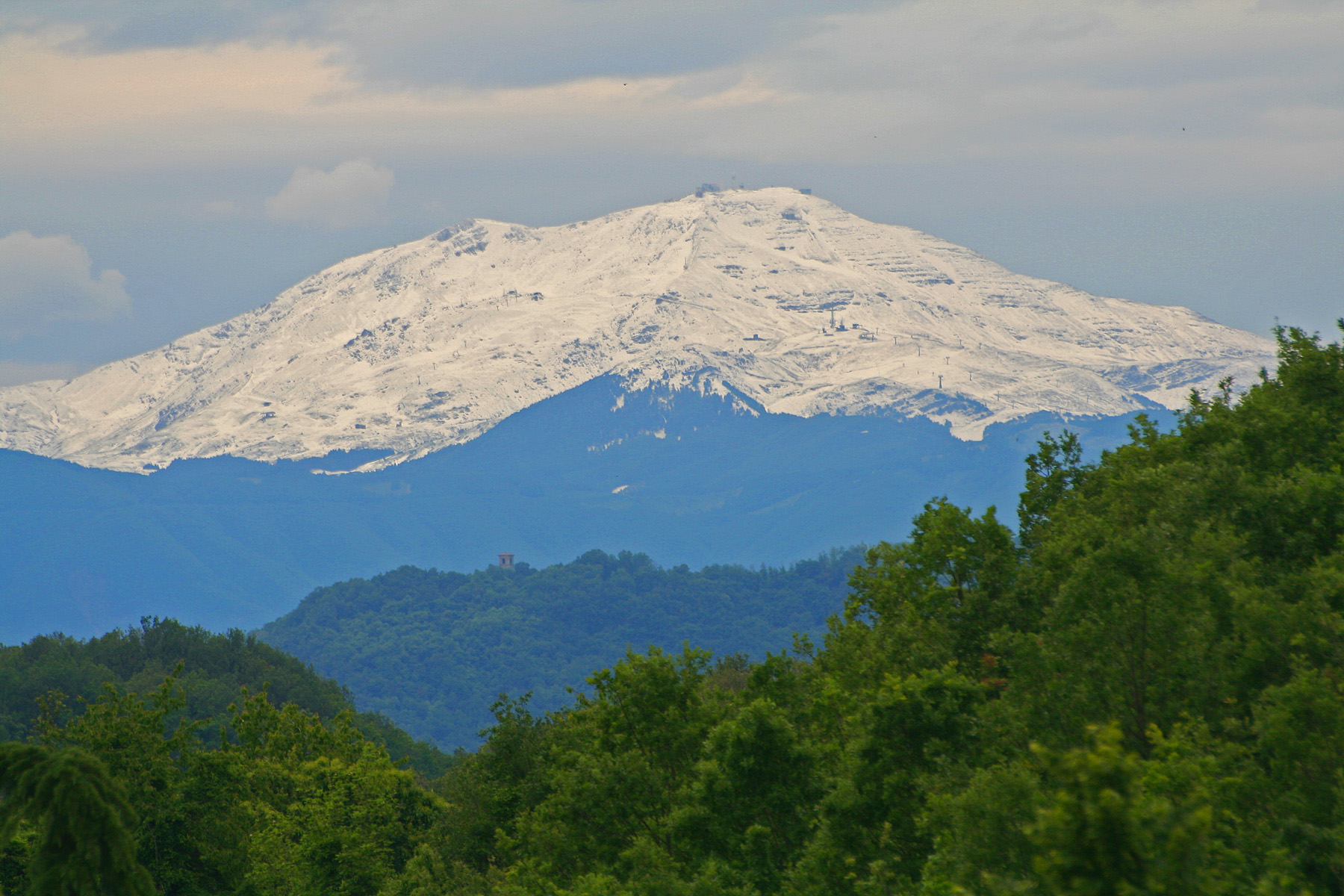
O Cimone com neve